# آيت يعقوب (تانوغة)
آيت يعقوب هي إحدى مشيخات المملكة المغربية، تتبع جغرافيا لإقليم بني ملال وإداريًا لتانوغة. يقدر عدد سكانها بـ 4555 نسمة حسب الإحصاء الرسمي للسكان والسكنى لسنة 2004.